# Оукс, Уильям
Уильям Оукс (англ. William Oakes, 1 июля 1799 — 31 июля 1848) — американский ботаник и миколог.       

## Биография
Уильям Оукс родился 1 июля 1799 года. 
Он поступил в Гарвардский университет в 1816 году и заинтересовался естествознанием. Получив диплом в 1820 году, Оукс изучал право в течение трёх лет. В 1824 году он переехал в Массачусетс. 
Несколько лет спустя Оукс отказался от своей работы, чтобы посвятить себя изучению естественной истории, в том числе животного и растительного мира в Новой Англии. В 1842 году ему было предложено провести исследование флоры Белых гор, и он посвятил всю свою энергию этому проекту. 
31 июля 1848 года Уильям Оукс упал с парома и утонул. 

## Научная деятельность
Уильям Оукс специализировался на папоротниковидных, семенных растениях и на микологии.  

## Научные работы
- Cartas a James Watson Robbins, 1827.